# Rhynchactis macrothrix
Rhynchactis macrothrix is een straalvinnige vissensoort uit de familie van wipneuzen (Gigantactinidae). De wetenschappelijke naam van de soort is voor het eerst geldig gepubliceerd in 1998 door Bertelsen & Pietsch.